# Cobitis elazigensis
Cobitis elazigensis és una espècie de peix de la família dels cobítids i de l'ordre dels cipriniformes.

## Morfologia
- Els mascles poden assolir 16,3 cm de llargària total.[4][5]

## Reproducció
És ovípar.

## Hàbitat
Viu en zones de clima subtropical.

## Distribució geogràfica
Es troba a Àsia: és una espècie de peix endèmica de les conques dels rius Tigris i Eufrates.